# 1re cérémonie des American Film Institute Awards
La 1re cérémonie des American Film Institute Awards, décernés par l'American Film Institute, a eu lieu le 7 janvier 2001, et a récompensé les films et séries télévisées diffusées en 2000.

## Palmarès

### Cinéma - Film de l'année
- Avant la nuit (Almost Famous)
- Bêtes de scène (Best in Show)
- Erin Brockovich, seule contre tous (Erin Brockovich)
- Gladiator
- High Fidelity
- Presque célèbre (Almost Famous)
- Requiem for a Dream
- Traffic
- Tu peux compter sur moi (You Can Count on Me)
- Wonder Boys